# Деггинген
Деггинген (нем. Deggingen) — коммуна в Германии, в земле Баден-Вюртемберг. 
Подчиняется административному округу Штутгарт. Входит в состав района Гёппинген.  Население составляет 5456 человек (на 31 декабря 2010 года). Занимает площадь 22,70 км².